# Yume no chikara
Singles de Aya Ueto
Usotsuki
(2004) Kaze wo ukete
(2005)
Yume no Chikara est le 11e single de Aya Ueto sorti sous le label Pony Canyon le 8 juin 2005 au Japon. Il atteint la 7e place du classement de l'Oricon. Il se vend à 30 307 exemplaires la première semaine, et reste classé pendant 13 semaines, pour un total de 85 095 exemplaires vendus. C'est son 3e single le plus vendu.
Yume no Chikara a été utilisé comme thème de fin pour le drama Attack No.1. Yume no Chikara se trouve sur l'album License et sur la compilation Best of Aya Ueto: Single Collection.

## Liste des titres
| 1. | Yume no Chikara                       | Takamizawa Toshihiko |  | 4:59 |
| 2. | Get Fight                             | Takamizawa Toshihiko |  | 4:28 |
| 3. | Ai no Tame ni. ~Cloudberry Jam Remix~ | Tetsurō Oda          |  | 4:03 |
| 4. | Yume no Chikara ~Instrumental~        | Takamizawa Toshihiko |  | 4:57 |

## Interprétations à la télévision
- Music Station (10 juin 2005)
- NHK Kayō Charity Concert (23 novembre 2005)
- Music Station Super Live 2005 (23 décembre 2005)